# でんでん
でんでん（本名：緒方 義博（おがた よしひろ）、1950年1月23日 - ）は、日本の俳優、元・お笑い芸人である。福岡県中間市生まれ、水巻町育ち。アルファエージェンシー所属。

## 来歴
福岡県立八幡中央高等学校卒業後、19歳の時に渥美清に憧れ、弟子入り志願のために上京するが、本人には会えず断念。しかし東京に居れば何かしらチャンスが巡って来ると信じて帰郷せず、遠い親戚で丸井に勤めている人のツテで、夏場にあった丸井の就職試験を受けて、丸井に就職。丸井で4年ほど、下北沢→池袋→横須賀と転勤しながらサラリーマンとして働く。
そんな時に丸井時代の後輩が劇団ひまわりの募集広告を見せてくれたのをきっかけに、退社して劇団ひまわりに入団し、エキストラとして3か月ほど活動。ひまわり退団後4年ほど、本人曰くパチンコ店や雀荘に頻繁に通うようなプータロー生活を送る。しかしこのままではやはりいけないと思い立ち、28歳の頃に『金曜10時!うわさのチャンネル!!』のオーディションを受け、最終審査まで進んだものの最終結果が出る前にこの番組が終了し、この時はチャンスを逃す。この頃周りから“でんでん”と呼ばれるようになった（後述）。
その後1980年、30歳の時に素人として『お笑いスター誕生!!』へ出演して8週勝ち抜き、金賞を獲得したのを機に田所 完一（）名義で芸能界デビュー。芸名の田所の部分は、憧れていた渥美清の本名から。しかし、仕事現場でこの名前で呼ばれても本人が気づかないことがあったため、田所完一名義での活動は4年ほどで終わり“でんでん”に戻した。
お笑い芸人時代はスタンダップコメディ調の芸風で、ディーン・マーティンの「誰かが誰かを愛してる」を出囃子に登場し、「よーうみんなぁー、ハッピーかい？」「（かけているサングラスをサッと外しながら）どうだい？ 美しいだろぉー？」「今日はみんなにオイラのすばらしい歌を聞かせてやるぜ」「バーイ、センキュー」などの決め台詞でピン芸人として活動。
しかし、元々お笑い志望ではないため次作のネタが続かず、『お笑いスタ誕』の4本目以降は番組に内緒で放送作家に書いてもらったという。
春風亭小朝と共演した「グリーン仁丹」のCMでも人気を博した。
1981年、森田芳光監督の映画『の・ようなもの』で俳優に転身。
1995年、ラサール石井、小宮孝泰らと「星屑の会」を結成。『星屑の町』シリーズや『ある晴れた日の自衛隊』シリーズなど水谷龍二作・演出の舞台に出演。
2010年には園子温監督の映画『冷たい熱帯魚』で、表では笑顔を見せながら裏では連続殺人鬼という二面性を持った熱帯魚店経営者を演じ、芸歴31年にして初の受賞となった第36回報知映画賞を皮切りに、第35回日本アカデミー賞最優秀助演男優賞など国内の助演男優賞を次々と受賞し、高い評価を得た。

## 人物
- 芸名は、「麻雀をしている時の様子が殻に閉じこもった感じで、雀荘の仲間に「でんでん虫」のような「緒方でんでん」と呼ばれたのが元で「でんでん」になった」のが元々の由来と語っている[3][7]。また別のインタビューでは「雀荘仲間から“緒方デンデン”と呼ばれていた。その後『お笑いスタ誕』に出場する際、演出の赤尾健一からどんな芸名で出るかを尋ねられた。「“緒方デンデン”でお願いします」と告げると、赤尾から「“緒方”を取って“デンデン”はひらがなの方がいい」と助言され、『でんでん』に決まった」とも語っている[5]。これに後付けとして「でんでん太鼓のように芸能界を打ち鳴らし、でんでん虫のように芸能界の一国一城の主になれ」という意味が込められている[3][6]。俳優転身後の撮影現場では他の役者がスタッフから作品ごとの役名で呼ばれることがある中、本人は基本的に芸名で呼ばれている。本人は後年「“でんでん”はとても役者の名前に思えないけど、周りが呼びやすくて覚えやすいし、この名前で良かった」と評している[5]。
- 村上ショージとは長年の友人である。また、前述の『金曜10時!うわさのチャンネル!!』のオーディションでただ一人合格の判定を下し、『お笑いスター誕生!!』でもネタを作ってくれたという作家・演出家の水谷龍二とはその後今でも付き合いがある[3]。
- 同一の作品で複数回登場する場合、一回目が「でんでん」として、二回目は「第二でんでん」と異なる名称を用いる。なお、第二電電の関係者ではない。

## 受賞
- 第36回報知映画賞（2011年、最優秀助演男優賞）
- 第21回東京スポーツ映画大賞（2011年、助演男優賞）
- 第16回日本インターネット映画大賞（2011年、助演男優賞）
- 第33回ヨコハマ映画祭（2011年、助演男優賞）
- 第85回キネマ旬報ベスト・テン（2012年、助演男優賞）
- 第66回毎日映画コンクール（2012年、男優助演賞）[8]
- 第35回日本アカデミー賞（2012年、最優秀助演男優賞）[9]

## 出演

### テレビドラマ

#### NHK総合
- 大河ドラマ
  - 太平記（1991年） - 神宮寺正房 役
  - 八代将軍吉宗（1995年） - 新兵衛 役
  - おんな城主 直虎（2017年） - 奥山朝利 役[10]
  - どうする家康（2023年） - 西笑承兌 役[11]
- 連続テレビ小説
  - ノンちゃんの夢（1988年）
  - 君の名は（1991年 - 1992年） - 叶哲司 役
  - ひらり（1993年） - 内藤 役
  - てるてる家族（2003年） - 大平辰造 役
  - どんど晴れ（2007年） - 加賀美弘道 役
  - あまちゃん（2013年） - 長内六郎 役
  - おかえりモネ（2021年） - 川久保博史 役
- 続・たけしくん、ハイ！（1986年）（田所完一名義） - 立川
- はやぶさ新八御用帳（1993年） - 鶴屋伝兵衛 役
- 土曜ドラマ
  - 遠い国からの殺人者（1995年） - 管理人 役
  - ロング・グッドバイ（2014年）
  - 64（ロクヨン）（2015年）
  - 逃げる女（2016年） - 柏木健作 役
  - 植木等とのぼせもん（2017年） - 鎌田巌 役
  - ノースライト（2020年） - 村田 役
- きっと明日は（1996年 - 1997年） - 桑原富雄 役
- コラ!なんばしよっと（1997年） - 岩田信政 役
- 物書同心いねむり紋蔵（1998年） - 与力・丸山 役
- 繋がれた明日（2006年） - 栗山恵利 役
- 海峡（2007年） - 紺野警部補 役
- 咲くやこの花（2010年） - 長屋の大家
- テンペスト（2011年） - 与那覇 役
- 歴史秘話ヒストリア（2011年） - 今村明恒 役
- ラストマネー -愛の値段-（2011年） - 金子光男 役
- 神様のボート（2013年） - 徳田課長 役
- 太陽の罠（2013年） - 川嶋太一 役
- 神谷玄次郎捕物控（2014年） - 音止の松五郎 役
- 55歳からのハローライフ（2014年） - 須之内
- 洞窟おじさん（2015年） - 盛本寛治 役
- 嫌な女（2016年） - 嶋正義 役
- 1942年のプレイボール（2017年） - 野口栄次郎 役
- 風の市兵衛（2018年） - 大原甚右衛門 役
- これは経費で落ちません!（2019年） - 留田辰彦 役
- 歪んだ波紋（2019年） - 安藤勲 役
- 不要不急の銀河 （2020年） - 大森吾郎 役
- 正直不動産（2022年）- 藤堂景勝 役
- 岸辺露伴は動かない（2024年）- 老漁師 役

#### 日本テレビ系
- 妻たちの危険な関係（1986年） - バーテン・野中 役
- 敵同志好き同志（1987年） - 加藤 役
- 悪女（1992年、読売テレビ）
- お玉・幸造夫婦です（1994年、読売テレビ） - 緒方義大 役
- 松本清張サスペンス特別企画・熱い絹（1998年、読売テレビ） - 村田五郎 役
- 神の雫（2009年）
- 幸福の黄色いハンカチ（2011年） - 田所
- QP（2011年） - 古岩組長 役
- ダンダリン 労働基準監督官（2013年） - 鴨光徹 役
- ど根性ガエル（2015年） - 町田校長 役
- ゆとりですがなにか（2016年） - 野上 役
  - 純米吟醸純情編（2017年）
- ブラック校則（2019年） - 法月士郎 役
- 24時間テレビ 愛は地球を救う45 ドラマスペシャル「無言館」（2022年8月27日）[12]
- それってパクリじゃないですか? 第2話（2023年4月19日） - 落合順吉 役
- 街並み照らすヤツら 第5話（2024年5月25日）- ツチヤ 役[13]
- 相続探偵 第3話（2025年2月8日） - 加藤香車 役[14]
- 火曜サスペンス劇場
  - 「松本清張スペシャル・山峡の湯村」（1992年） - 栗山巡査 役
  - 「女検事・霞夕子10」（1993年） - 柳沢警部 役
  - 「小京都ミステリー17」（1996年） - 望月刑事 役
  - 「刑事・鬼貫八郎7」（1997年）
  - 「女監察医・室生亜季子26」（1999年） - 高橋玄三 役
  - 「弁護士・朝日岳之助12」（1999年） - 内藤刑事 役
  - 「九門法律相談所10」（1999年） - 小倉
  - 「弁護士・高林鮎子30」（2002年） - 葛西刑事部長 役
  - 「監察医・室生亜季子32」（2003年） - 工藤良夫 役

#### TBS系
- ビートたけしの学問ノススメ（1984年）
- 小春の春（1989年）
- いつか誰かと（1990年）
- あの日の僕をさがして（1992年） - ラーメン店主 役
- ドラマ30
  - 娘からの宿題（1993年、CBC）
- キャンパスノート（1996年）
- 最後の恋（1997年）
- さしすせそ!?（1997年） - 誠 役
- ケイゾク（1999年） - 水谷雄一 役
- 家族になろうよ!（1999年） - 谷村耕介 役
- 世界で一番熱い夏（2001年） - 坂本医師 役
- ハンドク!!!（2001年） - 笈川秀和 役
- 天国に一番近い男（2001年） - 愛川欽也の父 役
- 夢のカリフォルニア（2002年）
- いま、会いにゆきます（2005年） - 小笠原友也 役
- 孤独の賭け〜愛しき人よ〜（2007年） - 乾泰三 役
- 特急田中3号（2007年） - 前木
- 深夜食堂（2009年、毎日放送） - ホームレス・茂樹 役
- 松本清張生誕100年スペシャル・中央流沙（2009年） - 橘順三 役
- 99年の愛〜JAPANESE AMERICANS〜（2010年） - 村上貞吉 役
- 冬のサクラ（2011年） - 稲葉哲也 役
- 初秋（2011年、中部日本放送） - 山辺享介 役
- 水戸黄門第43部（2011年） - 源兵衛 役
- 運命の人（2012年） - 恵比寿史朗 役
- SPEC〜翔〜（2012年） - 市柳賢蔵 役
- TAKE FIVE〜俺たちは愛を盗めるか〜（2013年） - 増田公造 役
- 名もなき毒（2013年） - 萩原社長 役
- ヤメゴク〜ヤクザやめて頂きます〜（2015年） - 倉持省吾 役
- 石子と羽男-そんなコトで訴えます?- 第3話（2022年7月29日） ‐ 山田恭平 役
- アトムの童（2022年） - 八重樫謙吾 役[15]
- ライオンの隠れ家（2024年） - 吉見寅吉 役[16]
- 月曜ドラマスペシャル
  - 「イブは初恋のように」（1991年）
  - 「演歌・唱太郎の人情事件日誌1」（1996年） - 清水圭介 役
  - 「早乙女千春の添乗報告書7」（1998年） - 木下博 役
- 月曜ミステリー劇場
  - 「税務調査官・窓際太郎の事件簿6」（2001年） - 永井和夫 役
  - 「湯の町コンサルタント」（2002 - 2006年） - 立石荘之進 役
  - 「十津川警部シリーズ24」（2002年） - 佐々木刑事 役
  - 「カードGメン・小早川茜6」（2003年） - 箕輪誠一 役
  - 「告発弁護士シリーズ5」（2003年） - 金森昭一 役

#### フジテレビ系
- 寝ぼけ署長（1984年、関西テレビ）
- 東映不思議コメディーシリーズ
  - どきんちょ!ネムリン（1984年） - サンタクロース 役
  - もりもりぼっくん（1986年） - 正輝（原始人） 役
  - 有言実行三姉妹シュシュトリアン（1993年） - イモリ男 役
- 暴れ九庵（1985年） - 魚吉 役
- 裸の大将放浪記（1985年、関西テレビ）
- 間違いだらけの女磨き（1987年） - 三浦文夫 役
- 女も男もなぜ懲りない（1987年） - 沖田 役
- 男と女のミステリー
  - 「東京タウン誌殺人情報」（1989年）
- 銭形平次
  - 第1シリーズ 第16話「十二人の盗賊」（1991年） - 酉三 役
  - 第3シリーズ 第16話「四人の容疑者」（1993年）
- 怪談 KWAIDAN II（1993年） - お民 役
- ハートにS（1995年）
- 花村大介（2000年、関西テレビ） - 矢口浩之 役
- クニミツの政（2003年、関西テレビ）
- 弁護士 灰島秀樹（2006年）
- 牛に願いを Love&Farm（2007年、関西テレビ） - 串田孝光 役
- ガリレオ S1 第7話（2007年） - 管理人 役
- 鯨とメダカ（2008年） - 立浪和夫 役
- 夏の恋は虹色に輝く（2010年） - 北村雄三 役
- チーム・バチスタ2 ジェネラル・ルージュの凱旋（2010年、関西テレビ） - 寺内昭三 役
- フリーター、家を買う。（2010年） - 五十嵐
- CONTROL〜犯罪心理捜査〜（2011年） - 韮崎和夫 役
- 誰(タレ)よりも君を愛す!（2011年、テレビ静岡） - マスター
- それでも、生きてゆく（2011年） - 高田進一郎 役
- 37歳で医者になった僕〜研修医純情物語〜（2012年、関西テレビ） - 石浜幸平 役
- ビューティフルレイン（2012年） - 宗田清 役
- ビブリア古書堂の事件手帖（2013年） - 須崎の父 役
- 信長協奏曲（2014年） - 沢彦 役
- 営業部長 吉良奈津子（2016年） - 鳴海社長 役
- 警視庁いきもの係（2017年） - 二出川昭吉 役
- コンフィデンスマンJP（2018年） - 伴友則 役
- アンサング・シンデレラ 病院薬剤師の処方箋（2020年7月16日[17]） - 荒神寛治 役
- 金曜エンタテイメント
  - 「OLたちのざけんなョ!!」（1993年） - 佐伯係長 役
  - 「松本清張スペシャル・火と汐」（1996年） - 杉本
  - 「浅見光彦シリーズ9」（1999年） - 江間刑事部長 役
  - 「昼下がり 社宅奥様探偵団2」（2001年） ‐ 溝内刑事 役
  - 「浅見光彦シリーズ17」（2003年） - 樋口保隆 役
  - 「ハマの静香は事件がお好き」（2003年 - ） - 岡田金治 役
- 世にも奇妙な物語
  - 第2シリーズ 第2回 第1話「時間よ止まれ」（1991年1月17日）
  - 第2シリーズ 第10回 第3話「8時50分」（1991年3月14日） - 三木洋一 役
  - 第3シリーズ 第11回 第2話「完全犯罪」（1992年7月23日）
  - 真夏の特別編「隣の声」（1993年7月30日） - 不動産屋 役
  - '97秋の特別編「無実の男」（1997年10月6日） - 杉田広志 役
- 院内警察（2024年） - 清宮松雄 役[18]
- 心はロンリー気持ちは「…」FINAL（2024年） - 塚原太志 役[19]

#### テレビ朝日系
- 七人の女弁護士（1991年） - 村上省三 役
- 名奉行 遠山の金さん 第4シリーズ（1991年） - 仙八 役
- 土曜ワイド劇場
  - 「タクシードライバーの推理日誌1」（1992年） - 宇山刑事 役
  - 「家政婦は見た!」（1997年）
  - 「超完全犯罪の女医」（1999年） - 山本刑事 役
  - 「西村京太郎トラベルミステリー34」（2000年） - 石渡久男 役
  - 「船長シリーズ12」（2000年） - 門永年男 役
  - 「お祭り弁護士・澤田吾朗2」（2002年） - 斉藤刑事 役
  - 「美人三姉妹の推理旅行1」（2004年） - 嘉村刑事 役
  - 「牟田刑事官VS終着駅の牛尾刑事そして事件記者冴子」（2004 - 2007年） - 山路刑事 役
  - 「新船長の航海事件日誌」（2006年） - 門永年男 役
  - 「温泉 (秘) 大作戦4」（2007年） - 長井大作 役
  - 「東京駅お忘れ物預り所3」（2009年） - 工藤哲夫 役
  - 「はみだし弁護士・巽志郎11」（2011年） - 浜田洋司 役
- 五星戦隊ダイレンジャー（1993年） - 鳥カゴ風来坊 役
- はぐれ医者・お命預かります!（1995年） - 善平次 役
- はぐれ刑事純情派
  - （1996年） - 河田伸也 役
  - （1997年） - 向井慎吾 役
  - 第12シリーズ（1999年） - 河田伸也 役
  - （2000年） - 笹川幸造 役
- 遠山の金さんVS女ねずみ（1997年） - 六角 役
- プリズンホテル（1999年） - バーテン・常 役
- てっぺん（1999年）
- 菊次郎とさき（2001年） - 「信濃屋」の主人 役
- トリック（2003年） - 黒津菊雄 役
- 子連れ狼 (北大路欣也版)（2003年） - 源治 役
- おみやさん（2004年） - 久松真彦 役
- ミステリー民俗学者 八雲樹（2004年） - 宗像孝知 役
- 相棒
  - season4 第20話「7人の容疑者」（2006年3月8日） - 半田茂 役
  - season8 第5話「背信の徒花」（2009年11月18日） - 江藤大 役
  - season23 第1話・第2話「警察官A〜要人暗殺の罠!姿なき首謀者」（2024年10月16日・23日） - 利根川吉伸 役
- 警視庁捜査一課9係（2006年） - 柿村雅夫 役
- 松本清張・最終章 わるいやつら（2007年） - 横武誠二 役
- モップガール（2007年）
- 松本清張 点と線（2007年） - 博多東警察署の刑事 役
- 京都地検の女（2007年） - 末松優介 役
- パズル（2008年） - 今昔亭二之助 役
- 肉体の門（2008年） - 鰯売りの男 役
- その男、副署長（2009年） - 沢孝俊 役
- 桑潟幸一准教授のスタイリッシュな生活（2011年） - 園村課長 役
- 黒澤明ドラマスペシャル 野良犬（2013年） - 福本隣太郎 役
- 緊急取調室（2014年・2025年放送予定） - 菱本進 役[20]
- TEAM -警視庁特別犯罪捜査本部-（2014年） - 師岡恒夫 役
- ゼロの真実〜監察医・松本真央〜（2014年） - 保坂博 役
- ドラマスペシャル だましゑ歌麿IV（2014年） - 近江屋孫兵衛 役
- 松本清張「霧の旗」（2014年） - 佐々木明彦 役
- 迷宮捜査 （2015年） - 柿崎功 役
- 刑事7人（2015年） - 木島義男 役
- 狙撃（2016年） - 城田義彦 役
- そして誰もいなくなった（2017年） - 浜田茂兵衛 役
- 黒薔薇 刑事課強行犯係 神木恭子（2017年） - 安本恒吉 役
- BG〜身辺警護人〜（2018年） - 佐藤雄二 役
- 誘拐法廷〜セブンデイズ〜（2018年） - 乙原光彦 役
- 無用庵隠居修行2（2018年） - 浄源 役
- 名探偵・明智小五郎（2019年） - 多羅尾番外（変装した明智小五郎） 役
- やすらぎの刻〜道（2019年） - 高砂一平 役
- 24 JAPAN（2020年-2021年） - 上州 役
- 新春ドラマスペシャル「緊急取調室 特別招集 2022 8億円のお年玉」（2022年1月3日、テレビ朝日） - 菱本進 役[21]
- シッコウ!!〜犬と私と執行官〜 第6話（2023年） - 佐久山伸司 役[22]
- いつか、ヒーロー（2025年） - 大原要蔵 役[23]

#### テレビ東京系
- 月影兵庫あばれ旅（1990年） - 寿屋権次 役
- 雁（1993年）
- 事件・市民の判決（1996年） - 館林俊一 役
- 七瀬ふたたび（1998年） - 黄（ウォン） 役
- 復讐するは我にあり（2007年） - 吉村秀男 役
- 湯けむりスナイパー（2009 - 2010年） - 番頭・捨吉 役
- モテキ（2010年） - 藤本幸世の父 役
- 鈴木先生（2011年） - 川野達郎 役
- 三匹のおっさん2〜正義の味方、ふたたび!!〜 第8話（2015年） - 竹田武 役
- 昼のセント酒（2016年） - 北川
- 孤独のグルメ Season5 真夏の東北・宮城出張編（2016年8月3日） - 萃萃・親方 役
- バイプレイヤーズ（2018年） - でんでん 役（本人役）
- 天 天和通りの快男児（2018年、テレビ東京） - 僧我三威 役
- このマンガがすごい!「でんでんの『おそ松くん』」（2018年） - でんでん 役（おそ松くん 役）
- 死役所（2019年） - イシ間（石間徳治） 役
- 女と愛とミステリー
  - 「女の中の二つの顔」（2004年） - 波多野守 役
- 水曜ミステリー9
  - 「さすらい署長 風間昭平6」（2007年） - 伴内刑事課長 役
  - 「葬儀屋松子の事件簿」（2012年 - ） - 升田善三
- 弁護士ソドム（2023年） - 篠崎誠役[24]
- ひだまりが聴こえる（2024年） - 佐川源治 役[25]

#### WOWOW
- 孤独の歌声（2007年） - 毛塚店長 役
- TOKYO23〜サバイバルシティ（2010年） - 藤沢剛 役
- 幻夜（2010年） - 安浦
- トクソウ（2014年） - 奥村六郎 役
- 十月十日の進化論（2015年） - 中村保 役
- 真犯人（2018年） - 辰川忠雄 役
- ドラフトキング（2023年）-下辺陸夫 役
- 誰かがこの町で（2024年） - 近藤利雄 役[26]

#### その他
- 犬飼さんちの犬（2011年） - 鵜飼正 役
- サウナーマン〜汗か涙かわからない〜（2019年） - 沼田勝義 役

### 配信ドラマ
- 東京ディズニーシー Sea of Dreams Dream5「情操教育の必要な年頃」 - 美咲の夫
- RETURN（2013年2月、UULA） - 署長
- 山岸ですがなにか（2017年7月、Hulu） - 野上
- チェイス 第1章（2017年12月 - 、アマゾンジャパン） - 赤坂吾郎
- 愛なき森で叫べ (2019年、Netflix)
- 上下関係（2021年7月30日より全10話配信、LINE NEWS VISION）- 日野茂雄 役[27]
- 新聞記者（2022年1月13日配信、Netflix）- 新田淳二 役
- GAME OF SPY（2022年、Amazon Prime Video）- 久我山繁信 役[28]
- THE DAYS（2023年6月1日、Netflix） - 新木 役[29]
- 笑ゥせぇるすまん #12「サブスクおじいちゃん」（2025年8月1日、Amazon Prime Video）[30]

### 映画
- の・ようなもの（1981年） - 志ん水
  - の・ようなもの のようなもの（2016年1月16日公開） - 出船亭志ん水[31]
- ペエスケ ガタピシ物語（1990年） - ヤクザ
- C（コンビニエンス）・ジャック（1992年） - 大河内
- ザ・中学教師（1992年） - 川崎
- さまよえる脳髄（1993年） - 沢田守衛
- 怖がる人々（1994年）
- ノストラダムス戦慄の啓示（1994年）
- クレイジー・コップ 捜査はせん!（1995年） - 桃井
- さよならニッポン!（1995年） - 安部
- ゴト師株式会社 悪徳ホールをぶっ潰せ!（1993年） - 情報屋
- D#1（1997年） - 矢作敏人
- CURE（1997年） - 大井田巡査
- Lie lie Lie（1997年）
- ラブ・レター（1998年）
- のど自慢（1999年）
- 新宿やくざ狂犬伝一匹灯（1999年） - 村松信夫
- 催眠（1999年） - 倉庫の作業員
- お受験 OJUKEN（1999年） - 高齢市民ランナー
- ゴジラ2000 ミレニアム（1999年） - 漁師[1]
- おしまいの日。（2000年） - 警官
- 九ノ一金融道（2000年）
- うずまき（2000年） - 巡査
- 呪怨（2000年） - 吉川刑事
- ちんちろまい（2000年） - 博多駅の駅員
- EUREKA（2001年） - 吉田
- 溺れる魚（2001年） - 長さん
- 夜の哀しみ Living inShadows（2001年） - 小向佐太郎
- RED SHADOW 赤影（2001年） - 凡野兵衛
- 赤い橋の下のぬるい水（2001年）
- REFLECTION 呪縛の絆（2002年） - 田中
- FILAMENT 〈フィラメント〉（2002年）
- 〈黄昏流星群〉Le Restaurant 星のレストラン（2002年） - 板倉
- さよなら、クロ（2003年）
- payday（2003年）
- 監督感染（2003年）
- ピカ☆☆ンチ LIFE IS HARDだからHAPPY（2004年）
- DV ドメスティック・バイオレンス（2005年） - 中尾警察官
- 恋するトマト（2005年）
- 不良少年（ヤンキー）の夢（2005年） - 山村栄
- 力道山（2006年）
- 雪に願うこと（2006年） - 藤巻保
- 水霊 ミズチ（2006年） - 殿村肇
- 怪談新耳袋ノブヒロさん（2006年） - ノブヒロさんの兄
- ありがとう（2006年）
- どろろ（2007年） - 子捨て村の住民
- 松ヶ根乱射事件（2007年） - 青山周平
- パッチギ! LOVE&PEACE（2007年） - ライトエージェンシー社長
- 屋根裏の散歩者（2007年） - 阿久津
- 遠くの空に消えた（2007年）
- サッド ヴァケイション（2007年）
- 母べえ（2008年） - 福田組長
- 歓喜の歌（2008年） - 葛飾太郎
- トウキョウソナタ（2008年） - 清掃員
- クライマーズ・ハイ（2008年） - 亀崎正雄部長
- TOKYO!『インテリア・デザイン』（2008年） - 機械工
- グーグーだって猫である（2008年） - 梶原
- イキガミ（2008年）
- 旭山動物園物語 ペンギンが空をとぶ（2009年） - 市役所員
- 蟹工船（2009年） - 和尚
- ちゃんと伝える（2009年） - 田中先生
- 銀色の雨（2009年） - 斎藤補導員
- スノープリンス 禁じられた恋のメロディ（2009年）
- イエローキッド（2010年） - ボクシングジムの会長
- ボーイズ・オン・ザ・ラン（2010年） - 田中
- ゴールデンスランバー（2010年） - 児島安雄
- 座頭市 THE LAST（2010年） - 村民
- 孤高のメス（2010年） - 大川慎二
- 悪人（2010年） - タクシーの運転手
- SP THE MOTION PICTURE「野望篇」（2010年） - 楠本健一郎
- 月と嘘と殺人（2010年） - 商店街の店主
- 行きずりの街（2010年）
- 冷たい熱帯魚（2011年） - 村田幸雄
- 死にゆく妻との旅路（2011年）
- 大木家のたのしい旅行 新婚地獄篇（2011年） - 赤い人
- 犬飼さんちの犬（2011年） - 鳥飼正
- 大鹿村騒動記（2011年） - 朝川玄一郎（食料品店店主：源頼朝）
- 神様のカルテ（2011年） - 大村（アルコール中毒患者）
- 極道めし（2011年） - 五所川原
- モテキ（2011年）
- CUT（2011年）
- ヒミズ（2012年） - 金子
- 劇場版 SPEC〜天〜（2012年） - 市柳賢蔵
- まだ、人間（2012年）
- ライク・サムワン・イン・ラブ（2012年） - ヒロシ
- 希望の国（2012年） - 鈴木健
- その夜の侍（2012年） - 佐藤進
- 黄金を抱いて翔べ（2012年)
- 鈴木先生（2013年） - 川野達郎
- ひまわりと子犬の7日間（2013年） - 安岡
- 二流小説家 シリアリスト（2013年） - 後藤猛
- 桜姫（2013年） - 清玄
- 地獄でなぜ悪い（2013年）
- 清須会議（2013年） - 前田玄以
- くじけないで（2013年）
- TOKYOてやんでぃ（2013年）
- RETURN ハードバージョン（2013年） - 署長
- ジャッジ!（2014年1月11日公開）
- KILLERS キラーズ（2014年2月1日公開） - 中年おやじ / 樹海の父親
- 春を背負って（2014年6月14日公開）
- ピカ☆★☆ンチ LIFE IS HARD たぶんHAPPY（2014年8月1日公開） - 天宮三六
- TOKYO TRIBE（2014年8月30日公開） - 大司祭
- マエストロ!（2015年1月31日公開）
- 駆込み女と駆出し男（2015年5月16日公開） - 為永春水
- 家族ごっこ「高橋マニア」（2015年8月1日） - 主演・ゴロウ 役
- エンドローラーズ（2015年、吉野耕平監督）
- 下衆の愛（2016年4月2日公開） - プロデューサー[32]
- 疾風ロンド（2016年11月26日公開） - 山野
- たたら侍（2017年5月20日公開） - 源蔵
- 忍びの国（2017年7月1日公開） - 下山甲斐
- 獣道（2017年7月15日公開）
- あゝ、荒野 前篇・後篇（2017年10月7日・21日公開） - 馬場
- 富美子の足（2018年2月10日公開） - 塚越
- 愛・革命（2018年11月10日公開）
- 映画 めんたいぴりり（2019年1月18日公開） - 丸尾
- 向こうの家（2019年10月5日公開[注釈 1]）
- ブラック校則（2019年11月1日公開） - 法月士郎
- 静かな雨（2020年2月7日公開） - 教授
- 星屑の町（2020年2月21日東北4県先行上映、3月6日全国公開東映ビデオ、杉山泰一監督） - 西一夫
- 一度死んでみた（2020年3月20日公開、松竹） - ラーメン店の店主 役
- タイトル、拒絶（2020年11月13日公開） - 設楽 役
- アイ・アム まきもと（2022年9月） - 下林 役[33]
- ある男（2022年11月） - 小菅 役
- レンタル×ファミリー（2023年6月10日公開　- 浅田浩二 役
- 君は放課後インソムニア（2023年6月23日公開、ポニーキャニオン） - 歴史資料館の館長 役[34]
- ミステリと言う勿れ（2023年9月15日公開、東宝） - 志波一巳 役[35]
- ゆとりですがなにか インターナショナル（2023年10月13日公開、東宝） - 野上 役
- ぼくが生きてる、ふたつの世界（2024年9月20日公開、ギャガ）[36][37]
- 平場の月（2025年11月14日公開予定、東宝）[38]
- 劇場版「緊急取調室 THE FINAL」（2025年12月26日公開予定、東宝） - 菱本進 役[39][40][20]

### 劇場アニメ
- カメの甲羅はあばら骨（2022年10月28日公開） - ウサギ林ウサ蔵 役[41]

### 配信映画
- パレード（2024年2月29日、Netflix）[42]

### 舞台
- 『渾身愛』（1989年）
- 『流水橋』（1992年）
- 『星屑の町』シリーズ（1994年 - 2008年）
- 『ある晴れた日の自衛隊』シリーズ（1994年 - 1999年）
- 『ストリッパー物語』（2013年7月〜8月）
- モダンスイマーズ『悲しみよ、消えないでくれ』（2015年1月、2018年6月再演）
- 『神の子』（2019年12月、本多劇場、2020年1月、名古屋、福岡、広島、大阪、長野、静岡）
- 『ボイラーマン』（2024年）[43]

### テレビ番組
- 第72回NHK紅白歌合戦（2021年12月31日、NHK総合・ラジオ第1）[44]

### CM
- 森下仁丹「グリーン仁丹」（1981年、春風亭小朝と共演）
- 日本ビクター　VHSビデオデッキ HR-D120（1983年、大友柳太朗と共演）
- ほっかほっか亭
- ハウス食品
- アース製薬
- アサヒ飲料 ワンダ モーニングショット「朝の元気」篇（2012年、大島優子と共演）
- デューダ 「父とぼくと、デューダ子篇」（2019年、仲野太賀と共演）
- au「意識高すぎ!高杉くん」シリーズ（2022年、神木隆之介、宮崎美子と共演）[45]

### MV
- K「桐箪笥のうた」（2017年）

### バラエティ
- おれたち、北九州ホルモン隊!（2024年7月12日、NHK北九州）
- 帰ってきた! おれたち、北九州ホルモン隊!（2025年3月7日、NHK北九州）